# Kanton Montereau-Fault-Yonne
Der Kanton Montereau-Fault-Yonne ist seit 1793 ein französischer Wahlkreis in den Arrondissements Fontainebleau und Provins im Département Seine-et-Marne und in der Region Île-de-France; sein Hauptort ist Montereau-Fault-Yonne.

## Gemeinden
Der Kanton besteht aus 21 Gemeinden mit insgesamt 70.615 Einwohnern (Stand: 1. Januar 2022) auf einer Gesamtfläche von 271,94 km²:
| Gemeinde                     | Einwohner 1. Januar 2022 | Fläche km² | Dichte Einw./km² | Code INSEE | Postleitzahl | Arrondissement |
| ---------------------------- | ------------------------ | ---------- | ---------------- | ---------- | ------------ | -------------- |
| Barbey                       | 151                      | 4,32       | 35               | 77021      | 77130        | Provins        |
| Cannes-Écluse                | 2.742                    | 8,63       | 318              | 77061      | 77130        | Provins        |
| Champagne-sur-Seine          | 6.491                    | 7,28       | 892              | 77079      | 77430        | Fontainebleau  |
| Courcelles-en-Bassée         | 214                      | 10,79      | 20               | 77133      | 77126        | Provins        |
| Esmans                       | 904                      | 17,83      | 51               | 77172      | 77940        | Provins        |
| Forges                       | 432                      | 13,32      | 32               | 77194      | 77130        | Provins        |
| La Brosse-Montceaux          | 736                      | 12,00      | 61               | 77054      | 77940        | Provins        |
| La Grande-Paroisse           | 2.899                    | 29,07      | 100              | 77210      | 77130        | Provins        |
| Laval-en-Brie                | 394                      | 20,29      | 19               | 77245      | 77148        | Provins        |
| Marolles-sur-Seine           | 1.793                    | 20,19      | 89               | 77279      | 77130        | Provins        |
| Misy-sur-Yonne               | 857                      | 6,25       | 137              | 77293      | 77130        | Provins        |
| Montereau-Fault-Yonne        | 21.840                   | 9,10       | 2.400            | 77305      | 77130        | Provins        |
| Moret-Loing-et-Orvanne       | 12.576                   | 33,40      | 377              | 77316      | 77250        | Fontainebleau  |
| Saint-Germain-Laval          | 2.887                    | 8,85       | 326              | 77409      | 77130        | Provins        |
| Saint-Mammès                 | 3.232                    | 2,24       | 1.443            | 77419      | 77670        | Fontainebleau  |
| Salins                       | 1.171                    | 10,55      | 111              | 77439      | 77148        | Provins        |
| Thomery                      | 3.417                    | 3,71       | 921              | 77463      | 77810        | Fontainebleau  |
| Varennes-sur-Seine           | 3.724                    | 10,02      | 372              | 77482      | 77130        | Provins        |
| Vernou-la-Celle-sur-Seine    | 2.621                    | 22,42      | 117              | 77494      | 77670        | Fontainebleau  |
| Villecerf                    | 723                      | 10,94      | 66               | 77501      | 77250        | Fontainebleau  |
| Ville-Saint-Jacques          | 811                      | 10,74      | 76               | 77516      | 77130        | Fontainebleau  |
| Kanton Montereau-Fault-Yonne | 70.615                   | 271,94     | 260              | 7713       | –            | –              |

Bis zur Neuordnung bestand der Kanton Claye-Souilly aus den 14 Gemeinden Barbey, La Brosse-Montceaux, Cannes-Écluse, Courcelles-en-Bassée, Esmans, Forges, La Grande-Paroisse, Laval-en-Brie, Marolles-sur-Seine, Misy-sur-Yonne, Montereau-Fault-Yonne, Saint-Germain-Laval, Salins und Varennes-sur-Seine. Sein Zuschnitt entsprach einer Fläche von 181,45 km2.

## Veränderungen im Gemeindebestand seit der landesweiten Neuordnung der Kantone
2017: Fusion Moret Loing et Orvanne und Veneux-les-Sablons → Moret-Loing-et-Orvanne
2016: Fusion Épisy, Montarlot und Orvanne → Moret Loing et Orvanne

## Bevölkerungsentwicklung
| 1968   | 1975   | 1982   | 1990   | 1999   | 2006   | 2011   |
| ------ | ------ | ------ | ------ | ------ | ------ | ------ |
| 29 674 | 32 769 | 32 693 | 33 281 | 33 635 | 34 021 | 34 436 |